# Urbanusbeeld (Tollembeek)
Het bronzen Urbanusbeeld in Tollembeek (Hernestraat) werd opgericht in 2000 ter ere van komiek en artiest Urbanus (Urbain Servranckx), die al jaren in Tollembeek woont.

## Urbanus
Urbanus is een komische cabaretier. Hij begon in de jaren 70 als Urbanus van Anus. Hij heeft talrijke zaalshows opgevoerd in Vlaanderen en Nederland, een aantal hitsingles gescoord, maakte televisieprogramma's, enkele zeer succesvolle bioscoopfilms en een hele reeks absurde stripverhalen. Urbanus werd in 2004 benoemd tot ereburger door de gemeenteraad van Galmaarden, waarvan zijn woonplaats Tollembeek een deelgemeente is.

## Beeld
Het beeld kwam er op initiatief en kosten van Urbanus zelf. Ook ontwierp hij het beeld. De technische realisatie gebeurde door zijn goede vriend Koenraad Tinel, beeldhouwer en inwoner van het naburige Vollezele. Het standbeeld weegt 400 kg. Het werd gegoten in de kunstgieterij Van Geert in Aalst.
Het is een ludiek beeld, waarbij we Urbanus afgebeeld zien als zijn alter ego, de stripfiguur 'Urbanus': met groot hoofd en uitpuilende ogen en in zijn typische bermudabroek. Amedee de vlieg en Nabuko Donosor de tweedelige hond, zijn vaste kompanen in de strip 'De avonturen van Urbanus', staan naast hem. Tijdens de beeldhuldiging op 8 april 2000 werden 500 gesigneerde exemplaren van het Urbanus-album Het Bronzen Broekventje uitgedeeld.
Het is een dynamisch beeld met verschillende verborgen hendels en bijhorende bewegingen:
- Amedee kan dansen in zijn luciferdoosje, wanneer aan de juiste hendel wordt gedraaid.
- Een kerktorenhaan komt tevoorschijn uit een nis achteraan, wanneer wordt getrokken aan de kaatshandschoen met daarin een kaatsbal.[6]

De kerktorenhaan verwijst naar de spotnaam van de Tollembekenaren (de Hanezoekers). De kaatschandschoen en de kaatsbal verwijzen naar de Tollembeekse kaatsclub 'De Lustige Balspelers'. De kaatssport was jarenlang kenmerkend voor het Pajottenland en ook Tollembeek domineerde mee de competitie. Deze twee referenties kwamen er op vraag van Michel Matthijs, secretaris van de heemkundige kring HOLVEO, die sinds 2019 ontbonden is.
Sinds 2001 reikt de gemeentelijk cultuurraad van Galmaarden de Bronzen Urbanus uit aan een lokale vereniging of persoon met een bijzondere culturele verdienste. De laureaut krijgt een miniversie van het Tollembeekse standbeeld van Urbanus. Enkele winnaars waren onder meer het Museum van het Belgisch Trekpaard en de priester op rust Rik Devillé.
Naast het beeld in Galmaarden heeft Urbanus ook een beeld in Middelkerke uit 2001 van kunstenaar Luc Cauwenberghs.